# Josu Distorsión y los del Puente Romano
Josu Distorsión y los del puente romano fue un grupo de punk rock creado en Salamanca (Castilla y León, España) en 1997. 

## Componentes
Componentes Actuales
- Josu Tueros: guitarra y voz
- Maribel Ruiz: bajo y voz
- Félix Torralba: batería

Otros componentes en la historia del grupo
- Roberto: batería
- Balti: guitarra
- Rafa: bajista
- Borja: batería

## Discografía
- 1998: ...y los kojones te komo!! (maqueta)
- 1999: Kanibalismo Social (maqueta)
- 2001: ¡Estoy ke muerdo!
- 2002: Ke les den
- 2007: No habernos llamao

## Historia
En un principio el grupo se llama Los del puente romano y sufre varios cambios en su formación hasta que empiezan a grabar con "Melancronicam" en 1998, de este periodo salen sus dos primeras grabaciones. Cada integrante provenía de un grupo diferente: Josu de Distorsión (Baracaldo), Maribel de Desahuciados (Badajoz) y Roberto de Ultrapus (León).
Más tarde pasan a trabajar con "Discos Suicidas" de donde salen sus últimos tres discos, con esto se añade al nombre del grupo "Josu Distorsión".
Han realizado actuaciones en varios puntos dentro de España (Zamora, Cáceres, Salamanca, Valladolid, algún otro punto de Castilla y León,  Madrid, Extremadura, La Rioja, País Vasco, Cataluña, Canarias y Galicia) y también en el extranjero.
En 2007 participaron en el homenaje a Iosu de Eskorbuto.
En 2008 mientras visitaban Chile fueron arrestados después de dar un concierto en el  Día del joven combatiente, bajo la acusación de haber violado la ley de extranjería chilena, que prohíbe participar a extranjeros en eventos políticos. Son retenidos en calabozos con malas condiciones higiénicas y térmicas, y repatriados cerca de dos días más tarde a causa del apoyo que recibieron y la movilización mediática.

## Influencias
El grupo, pese a ser bastante original, reconoce influencias de grupos como Distorsion, Eskorbuto, Cicatriz o Ramones.